# Бакаджишки манастир
Бакаджишкият манастир „Възнесение Господне“ или „Свети Спас“ е действащ манастир на Българската православна църква, част от Сливенската епархия.. Намира се на върха на Бакаджика, южно от ямболското село Чарган.

## История
Манастирът възниква след Руско-турската война от 1877 – 1878 година в Източна Румелия. В началото на 1879 година генерал Михаил Скобелев обсъжда с ямболци идеята си да се построи храм в памет на войната. Избрано е мястото до стария манастир „Възнесение Господне“, разрушен при потушаването на Априлското въстание в 1876 година. Храмът започва да се строи веднага от войниците от разквартируваната в Ямбол и командвана от Скобелев 30-а пехотна дивизия. Средствата за строежа са от волни пожертвувания от Русия и България. Сред дарителите са майката на генерал Скобелев Олга Полтавцева-Скобелева и неговата сестра – княгиня Белоселска. Местното население помага с труд. Името на храма „Свети Александър Невски“ – патрон на руския цар Александър II Освободител, е дадено в чест на оцеляването на царя при атентата от 2 април 1879 година от Дмитрий Каракозов.
След заминаването на Скобелев с края на Временното руско управление през юни 1879 година, ръководител на строежа става свещеникът на дивизията йеромонах Партений Павлович Гетман (роден 1824 г. в Киев – починал на 14 август 1900 г.), който е и първият игумен на възникналия манастир, носещ името на стария „Свети Спас“.
Манастирът е открит в 1884 година в присъствието на руския генерален консул в Източна Румелия Александър Сорокин, много други гости и българско духовенство. Манастирът се числи към Херсонската епархия, но е подчинен на санктпетербургския митрополит.
Манастирът става място за излети на ямболци и към 1905 година йеромонах Ювеналий издига до манастира хижа „Бакаджик“. В 1902 година на мястото на дървения параклис „Възнесение Господне“ близо до манастира, с руски пари е построено ново каменно здание, осветено на 30 август 1902 година от митрополит Гервасий Сливенски. Същевременно в манастира е построена каменна трапезария.
През Първата световна война, когато България е в антируската коалиция, руският манастир е разтурен от правителството на Радославов и йеромонах Ювеналий е интерниран в Котел. За управител е назначен йеромонах Касиан.
След войната обителта възстановява дейността си под ведомството на Руската православна църква зад граница, но манастирът запада, тъй като властите конфискуват част от имуществото му и претендират за доходите от параклиса. В 1921 година в манастира живее митрополит Платон Херсонски и Одески, който скоро същата година заминава за САЩ. В манастира пристигат монаси от разорения Григоро-Бизюковски манастир. В Ямбол се установява военното училище но Донската войска. През ноември 1925 година епископ Серафим Лубенски ръкополага в руския манастир йеромонах Кирил Александрович Попов (роден в 1886 г. в Санкт Петербург – починал в 1967 г. във Варна), който е и последният руски калугер там.
От 1934 година обителта преминава под ведомството на Българската екзархия.

## Интериор
Църквата „Свети Александър Невски“ е с размери 16,70 m дължина и 5,20 m ширина, като в нея има и женска църква. Иконостасът е красиво резбован в геометричен от руски монаси. 
В църквата има интересна сбирка от руски икони, някои от които изработени от монаси от Киевско-Печерската лавра. Запазени са и две хоругви, също донесени от лаврата, на едното от които е изобразен патронът и покровител на храма Александър Невски. В храма до 2002 година се пазят подарените на 12 май 1879 година от генерал Скобелев напрестолно евангелие и масивен гравиран кръст. В тази година от манастира е откраднато Сребърно евангелие, отпечатано в Русия през 1751 година, и за да бъдат спасени даровете на Скобелев са предадени за съхранение в Националния институт за паметниците на културата. В олтара има дарохранителница с характерен руски кръст.